# Catostomus conchos
Catostomus conchos es una especie de peces de la familia Catostomidae en el orden de los Cypriniformes.

## Distribución geográfica
Se encuentran en México.